# Армения на «Евровидении-2010»
В начале 2010 года Ева Ривас подала заявку на участие в Евровидение 2010 в Осло. 4 февраля продюсерский центр «Армения Продакшн» подтвердил об участии Евы Ривас в Армянском национальном отборе ежегодного международного конкурса «Евровидение 2010».
14 февраля в Государственном академическом театре оперы и балетa им. А. Спендиарова состоялся национальный отборочный тур, в котором приняли участие девять исполнителей-претендентов на участие в конкурсе Евровидение 2010  в Осло, в числе которых были также Размик Амян, Михран и Эмми, Мария Кизирян и др.
Ева Ривас выступила под номером 9 с песней англ. Apricot Stone («Абрикосовая косточка»), написанной композитором Арменом Мартиросяном на стихи поэта-песенника Карена Кавалеряна. Абрикос — символ Армении (на латыни «Armeniaca»), который в песне Евы Ривас символизирует ностальгию армян по Родине.
| Номер | Артист          | Песня                     | Место |
| ----- | --------------- | ------------------------- | ----- |
| 1     | Another Story   | Ays dzmer                 | 5     |
| 2     | Ани Арзуманян   | The Mermaid Song          | 4     |
| 3     | Мелине Бегларян | We Must Believe           | 6     |
| 4     | Эмми и Мигран   | Hey (Let Me Hear You Say) | 2     |
| 5     | Давид Ашотян    | Infected Dreams           | 9     |
| 6     | Ник Егибян      | Countdown                 | 6     |
| 7     | Мария Кизирян   | Little Red Riding Hood    | 6     |
| 8     | Размик Амян     | My Love                   | 3     |
| 9     | Ева Ривас       | Apricot Stone             | 1     |

По результатам всеобщего голосования Армению на международном музыкальном конкурсе Евровидение 2010 в Осло с песней «Apricot Stone» («Абрикосовая косточка») представила Ева Ривас.
В рамках гастролей певица посетила следующие страны: Греция, Нидерланды, Кипр, Бельгия, Россия, Франция, Румыния, Швейцария, Болгария, Германия, Хорватия, Израиль, Сербия, Грузия.
Еве Ривас на сцене в Осло помогали исполнители: Дживан Гаспарян, Мариам Мерабова, Гор Суджян (солист группы «Dorians»), Тигран Петросян, Артем Дервоед.
Набрав 141 очков, песня заняла 7 место. Максимальный балл (12) Армении дали  Россия, Израиль и  Нидерланды.

## Голосование
12 баллов Армении дали  Россия, Нидерланды и  Израиль
| Голоса за армянского исполнителя | Голоса за армянского исполнителя         |
| -------------------------------- | ---------------------------------------- |
| Оценка                           | Страны                                   |
| 12                               | Россия,Нидерланды,Израиль                |
| 10                               | Грузия                                   |
| 8                                | Болгария ,Испания                        |
| 7                                | Кипр,Греция,Бельгия,Германия             |
| 6                                | Франция,Украина, Молдавия,Румыния,Турция |
| 5                                | Польша,Беларусь                          |
| 4                                | Словакия,Македония                       |
| 3                                | -                                        |
| 2                                | Германия                                 |
| 1                                | Сербия,Латвия,Швеция                     |